# Nielisz (gmina)
Pour les articles homonymes, voir Nielisz.
Nielisz est une gmina rurale (gmina wiejska) du powiat de Zamość, dans la Voïvodie de Lublin, dans l'est de la Pologne.
Son siège administratif (chef-lieu) est le village de Nielisz, qui se situe environ 18 kilomètres (km) au nord-ouest de Zamość (siège du powiat) et 60 kilomètres au sud-est de la capitale régionale Lublin (capitale de la voïvodie).
La gmina couvre une superficie de 113,16 km2 pour une population de 6 025 habitants en 2006.

## Histoire
De 1975 à 1998, la gmina est attachée administrativement à l'ancienne voïvodie de Zamość.

Depuis 1999, elle fait partie de la nouvelle voïvodie de Lublin.

## Géographie
La gmina inclut les villages (sołectwa) de:

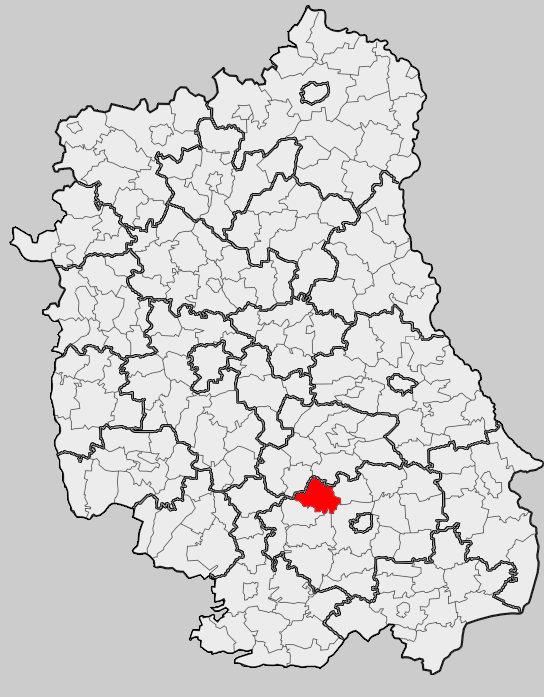
Position de la gmina dans la voïvodie

- Deszkowice-Kolonia
- Gościniec
- Grobla
- Gruszka Duża
- Gruszka Duża-Kolonia
- Gruszka Mała Druga
- Gruszka Mała Pierwsza
- Kolonia Emska
- Krzak
- Las
- Nawóz
- Nielisz
- Niwa
- Poprzeczka
- Ruskie Piaski
- Średnie Duże
- Średnie Małe
- Staw Noakowski
- Staw Noakowski-Kolonia
- Staw Ujazdowski
- Staw Ujazdowski-Kolonia
- Ujazdów
- Wólka Nieliska
- Wólka Złojecka
- Zamszany
- Zarudzie
- Złojec

### Gminy voisines
La gmina de Nielisz est voisine des gminy de
- Izbica
- Rudnik
- Stary Zamość
- Sułów
- Szczebrzeszyn
- Zamość

## Structure du terrain
D'après les données de 2002, la superficie de la commune de Nielisz est de 113,16 kilomètres carrés, répartis comme telle :
- terres agricoles : 80%
- forêts : 14%

La commune représente 6,04% de la superficie du powiat.

## Démographie
Données du 30 juin 2004:
| Description        | Total  | Total | Femmes | Femmes | Hommes | Hommes |
| ------------------ | ------ | ----- | ------ | ------ | ------ | ------ |
| Unité              | Nombre | %     | Nombre | %      | Nombre | %      |
| Population         | 6 086  | 100   | 3 078  | 50,6   | 3 008  | 49,4   |
| Densité (hab./km²) | 53,8   | 53,8  | 27,2   | 27,2   | 26,6   | 26,6   |